# آنتی کویچ
آنتی کویچ (انگلیسی: Ante Čović؛ زادهٔ ۳۱ اوت ۱۹۷۵) بازیکن فوتبال سابق و مربی فوتبال فعلی،اهل کرواسی است.
از باشگاه‌هایی که در آن بازی کرده‌است می‌توان به باشگاه فوتبال زاربروکن، باشگاه فوتبال نورنبرگ، باشگاه فوتبال هایدوک اسپلیت، باشگاه فوتبال اشتوتگارت، باشگاه فوتبال هرتابرلین، و باشگاه فوتبال بوخوم اشاره کرد.
وی همچنین در تیم ملی فوتبال کرواسی زیر۲۱ سال بازی کرده‌است.